# Johorea
Johorea decorata és una espècie d'aranya araneomorfa de la  subfamília Erigoninae, dins de la família Linyphiidae.
És l'únic membre del gènere monotípic Johorea.
Fou descrit per primera vegada per G. H. Locket l'any 1982,

## Distribució
És un endemisme de Johor a la Península Malaia.